# Тундріха
Тундрі́ха (рос. Тундриха) — село у складі Залісовського округу Алтайського краю, Росія.

## Населення
Населення — 480 осіб (2010; 650 у 2002).
Національний склад (станом на 2002 рік):
- росіяни — 90 %